# 西鉄20形電車
西鉄20形電車（にしてつ20けいでんしゃ）は、1958年（昭和33年）から1960年（昭和35年）にかけて増備された、西日本鉄道（西鉄）の電車である。
大牟田線において運用されたのち、後年宮地岳線（現・貝塚線）へ転属、120形と改称された。
本項においては、20形および120形を「本形式」と記述し、また編成単位の解説に際しては編成内の大牟田方先頭車の車両番号をもって編成呼称とする（例：「21編成」）。

## 概要
当時大牟田線に在籍した木造車モ1形・ク50形の鋼体化目的で、同形式の主要機器を流用し川崎車輛（現・川崎重工業車両カンパニー）において新製された。
各編成とも大牟田方に制御電動車、福岡・太宰府方に制御車を連結し、間に中間電動車を1両入れたMc-M-Tc3両固定編成とされた。先頭車の前面は国鉄80系電車（湘南電車）を模した二枚窓スタイルの「湘南窓」が特色で、同時期に導入された1000形と類似していた。側面は片開き2扉で、座席はロングシートである。パンタグラフは、生い立ちが異なる31編成を除いて全ての電動車に1基ずつ設置している。
車籍上は1形・50形の改造扱いとなっているが、車体は台枠から新製しており、台車・主要機器のみ1形・50形から転用している。車両番号は電動車が元の番号に20を足した番号となり、制御車は元の番号をそのまま受け継いだ（モ31・32およびク59を除く。後述）。その後1965年（昭和40年）から1967年（昭和42年）にかけて台車・電気機器も新製品へ取り替えられている。
改造時期により前期車と後期車に分類される。

### 前期車
1958年から1959年にかけて製造された23-24-58・27-28-55・29-30-56（いずれも左側が大牟田方、右側が福岡・太宰府方。以下同じ）の3編成が該当する。車体長は改造元の1形・50形と同じ15mで、側面扉間の窓は6枚（うち両端の2枚がHゴム支持固定式の戸袋窓、中の4枚が上段固定下段上昇窓）となっている。

### 後期車
1959年から1960年にかけて製造された21-22-61・25-26-57・31-32-59の3編成が該当する。車体長は16mとなり、ドア間の窓が1枚増えて7枚となった。
なお、31編成は制御車ク50形51 - 53の更新名目で車体を製造し、電動車モ31・32は新性能試験車となっていた100形モ103・106の機器を転用したため、カルダン駆動方式で電動車2両がユニットとなっているM'c-M-Tc編成（他編成は吊り掛け駆動方式・Mc-M-Tc編成）であった。届出上はク51・52を電動車化してモ31・32に、ク53はク59にそれぞれ改番という扱いになっている。また、パンタグラフは中間電動車モ32にのみ1基搭載し、制御電動車モ31には搭載されていない。

## 宮地岳線への転属
大牟田線の5000形増備に伴い、20形は全編成とも1978年（昭和53年）から1981年（昭和56年）にかけて宮地岳線へ転属した。21編成以外は中間車を編成から外して2両編成としたほか、台車を狭軌用台車に交換し、1980年（昭和55年）から1981年にかけて2両編成車のワンマン化改造を行った（21編成改め121編成も後にワンマン化された）。塗装は転属時に大牟田線2000形と同様の黄色（オキサイドイエロー）地に赤色（ボンレッド）帯の塗装に改められた。編成から外された中間車モ24・26・28・30・32はそのまま廃車となっている。
最初に転属した31編成はそれ以前に宮地岳線に転属していた300形308編成・309編成に続く310-360（左側が津屋崎方、右側が貝塚方。以下同じ）に改番され、その他の編成は原番号に100を足した番号に改番された。1984年（昭和59年）、車体長を基準に改めて改番を行い以下のようになった。
宮地岳線転属時 → 1984年改番後
- 121-122-161 → 121-131-151
- 123-158 → 124-154
- 125-157 → 122-152
- 127-155 → 125-155
- 129-156 → 126-156
- 310-360 → 123-153

1986年（昭和61年）、台車を東急5000系電車の廃車発生品である東急車輛製造製TS-301に交換し直角カルダン駆動化（121・126編成を除く）を行い、前面に自動方向幕を設置したが、他形式の冷房化や600形の転属に伴い1987年（昭和62年）から1991年（平成3年）にかけて全車廃車となった。